# Arctapodema macrogaster
Arctapodema macrogaster is een hydroïdpoliep uit de familie Rhopalonematidae. De poliep komt uit het geslacht Arctapodema. Arctapodema macrogaster werd in 1902 voor het eerst wetenschappelijk beschreven door Vanhöffen. 